# Водозниження
Водозниження (рос. водопонижение, англ. fall of water table, water lowering; нім. Grundwasserabsenkung) — спосіб штучного зниження вільної або п'єзометричної поверхні підземних вод під час проведення гірничих виробок, при спорудженні котлованів та фундаментів.
Водозниження проводять в основному в період будівництва і початку експлуатації шахт і кар'єрів для інтенсивного зниження рівня підземних вод за рахунок посиленого відбору (відкачування) статичних запасів вод і перехоплення динамічного притоку. Здійснюється головним чином спеціальними свердловинами (іноді в поєднанні з голкофільтрувальними установками і передовими дренажними траншеями) на ділянках проходки капітальних виробок і першочергових експлуатаційних робіт. Водовідвідні свердловини обладнують фільтрами і зануреними насосами для відкачування води. Число таких свердловин може досягати 100 і більше. Звичайний дебіт водовідвідних свердловин на шахтах і в кар'єрах 30-100 (250) м3/год.
Водозниження дозволяє знизити рівень підземних вод в основних водоносних горизонтах на декілька десятків м. Інтенсивне зниження рівня води продовжується звичайно 2-3 роки, потім дебіт їх стабілізується і поступово зменшується внаслідок загального виснаження ресурсів підземних вод.